# Borex
Borex är en ort och kommun i distriktet Nyon i kantonen Vaud, Schweiz. Kommunen har 1 134 invånare (2023).